# Manuale d'amore 2
Manuale d'amore 2 es una película italiana dirigida por Giovanni Veronesi.

## Argumento
Son cuatro historias con un denominador común: el amor.
1. Eros: Un chico se enamora locamente de su fisioterapeuta (Monica Bellucci)
2. Maternidad: La frustración de una pareja que quiere tener hijos y que viaja a Barcelona para realizar la inseminación.
3. Matrimonio: Una pareja gay quiere casarse a pesar de la negativa de sus padres.
4. Amor Extremo: Una joven española (Elsa Pataky) viaja a Italia para que su padre conozca a su hijo.

## Recaudación
Ha recaudado 27 727 619 de dólares.[cita requerida]